# 세원 (버스 기업)
주식회사 세원(株式會社 世元)은 경상남도 양산시의 시내버스 운수업체이다. 울산시내버스 면허도 보유하고 있다. 간혹 세원여객이라고도 불리기도 한다.

## 역사 및 현황
1980년 3월 1일에 양산여객자동차로 경남버스 울산시 울주군 분리 독립 설립되었으며, 1990년 3월 주식회사 세원이라는 상호변경되어 지금현재 이르고 있다. 한때 계열사로 같은 경상남도 양산시 면허로 시외버스 회사인 경남고속, 부산광역시 동래구 온천동에 위치한 세원백화점 등이 있었으나 세원백화점은 2001년 11월 2일 롯데그룹에 매각하였고, 경남고속과 계열에서 분리되였다.

## 차고지
- 양산본사: 경상남도 양산시 물금읍 메기로114 (양산공영차고지 내)
- 언양영업소: 울산광역시 울주군 상북면 봉화로 295
- 북정영업소: 경상남도 양산시 산막공단남11길 129 (북정동)

## 운행 노선

### 시내버스
- ● 8번: 증산(양산공영차고지) ↔ 양우내안애6차
- ● 10번: 증산(양산공영차고지) ↔ 내석
- ● 11번: 신평터미널 ↔ 양산역환승센터
- ● 12번: 신평터미널 ↔ 부산(명륜역)[3]
- ● 13번: 신평터미널 ↔ 울산역
- ● 순환20번: 양산역환승센터 ↔ 양산역환승센터
- ● 21번: 북정 ↔ 구포(덕천역)
- ● 23번: 북정 ↔ 구포(덕천역)
- ● 23번(심야): 구터미널 ↔ 구포(덕천역)
- ● 24번: 용선 ↔ 남부고
- ● 25번: 용선↔ 양산역환승센터
- ● 25-1번: 화룡마을↔ 양산역환승센터
- ● 26번: 물금역 ↔ 양산역환승센터
- ● 32번: 증산(양산공영차고지) ↔ 북정
- ● 32-1번: 증산(양산공영차고지) ↔ 북정
- ● 33번: 증산(양산공영차고지) ↔ 양산역환승센터
- ● 52번: 증산(양산공영차고지) ↔ 웅상공영차고지
- ● 57번: 양산역환승센터 ↔ 영산대
- ● 65번: 신평터미널 ↔ 내원사입구(폐지 이후 도시형버스 5번)
- ● 65-1번: 신평터미널 ↔ 내원사입구(폐지 이후 도시형버스 6번)
- ● 85번: 양산역환승센터 ↔ 신기우방A (폐지 이후 25번으로 대체함)
- ● 87번: 양산역환승센터 ↔ 명곡
- ● 113번: 양산역환승센터 ↔ 대석
- ● 128번: 증산(양산공영차고지) ↔ 북정
- ● 128-1번: 증산(양산공영차고지) ↔ 북정
- ● 132번: 증산(양산공영차고지) ↔ 범어사역
- ● 137번: 증산(양산공영차고지) ↔ 유법사
- ● 138번: 북정 ↔ 원동주말장터

### 직행좌석버스
- ● 1000번: 양산역환승센터 ↔ 원동(배내골)[4]
- ● 1100번: 양산역환승센터 ↔ 부산(명륜역)
- ● 1200번: 북정 ↔ 부산(명륜역)
- ● 1300번: 증산(양산공영차고지) ↔ 부산(명륜역)
- ● 1500번: 증산(양산공영차고지) ↔ 부산(명륜역)
- ● 5000번: 물금역 ↔ 영산대학교

### KTX리무진버스
- ● 3000번: 양산역환승센터 ↔ 울산역

### 좌석버스
- ● 1703번: 태화강역 ↔ 우성스마트시티뷰
- ● 1713번: 태화강역 ↔ 석남사
- ● 1723번: 태화강역 ↔ 통도사
- ● 1733번: 태화강역 ↔ 양우내안애

## 운행 차량

#### 기아
- 기아 더 뉴 카니발

#### 우진산전
- 우진산전 아폴로 1100

#### 현대자동차
- 현대 그린시티
- 현대 뉴 슈퍼 에어로시티
- 현대 저상 뉴 슈퍼 에어로시티
- 현대 일렉시티
- 현대 뉴 프리미엄 유니버스 스페이스 럭셔리
- 현대 뉴 프리미엄 유니버스 엘레강스
- 현대 뉴 프리미엄 유니버스 럭셔리
- 현대 뉴 프리미엄 유니버스 프라임

#### 범한자동차
- 범한자동차 E-STAR 12i

#### 스카이웰
- 스카이웰 리오네